# Synsphyronus gracilis
Synsphyronus gracilis är en spindeldjursart som beskrevs av Harvey 1987. Synsphyronus gracilis ingår i släktet Synsphyronus och familjen gammelekklokrypare. Inga underarter finns listade i Catalogue of Life.